# Герсіф
Герсіф (бербер. ⴳⴻⵔⵙⵉⴼ; араб. جرسيف) — місто в Східному регіоні Марокко. Лежить між гірським масивом Ер-Риф та горами Середнього Атласу. Населення за переписом 2014 року становить 90 880 осіб.
Герсіф розташований на півдорозі між містом Уджда (160 км) на сході Марокко та містом Фес (180 км) у центрі країни.
Назва міста походить від берберського словосполучення Gar Wassif, що означає місце перетину річок — саме на перехресті трьох річок лежить місто.
Більшість населення міста складають численні берберські племена. На додачу до берберських мов переважна частина мешканців Герсіфа знають і арабську.
| Марокко | Це незавершена стаття з географії Марокко. Ви можете допомогти проєкту, виправивши або дописавши її. |